# Гранатела сірогорла
Гранатела сірогорла (Granatellus sallaei) — вид горобцеподібних птахів родини кардиналових (Cardinalidae).

## Поширення
Вид поширений на півдні Мексики, у Гватемалі і Белізі. Його середовище проживання складається з субтропічних і тропічних лісів і чагарників.

## Опис
Дрібний птах, завдовжки приблизно 13 см і вагою від 8,8 до 11 г. Голова, спина, крила і хвіст мають сірого кольору, за оком є біла смуга. Груди і черево рожево-червоні, боки сірі, а решта нижньої частини біла. У самиці верхня частина, потилиця та верхня частина тіла тьмяніші, ніж у самців.

## Спосіб життя
Харчується комахами, часто утворюючи змішані групи з іншими видами.

## Підвиди
Таксок включає два підвиди:
- Granatellus sallaei boucardi Ridgway, 1885
- Granatellus sallaei sallaei Bonaparte, 1856